# Thomas Eriksen

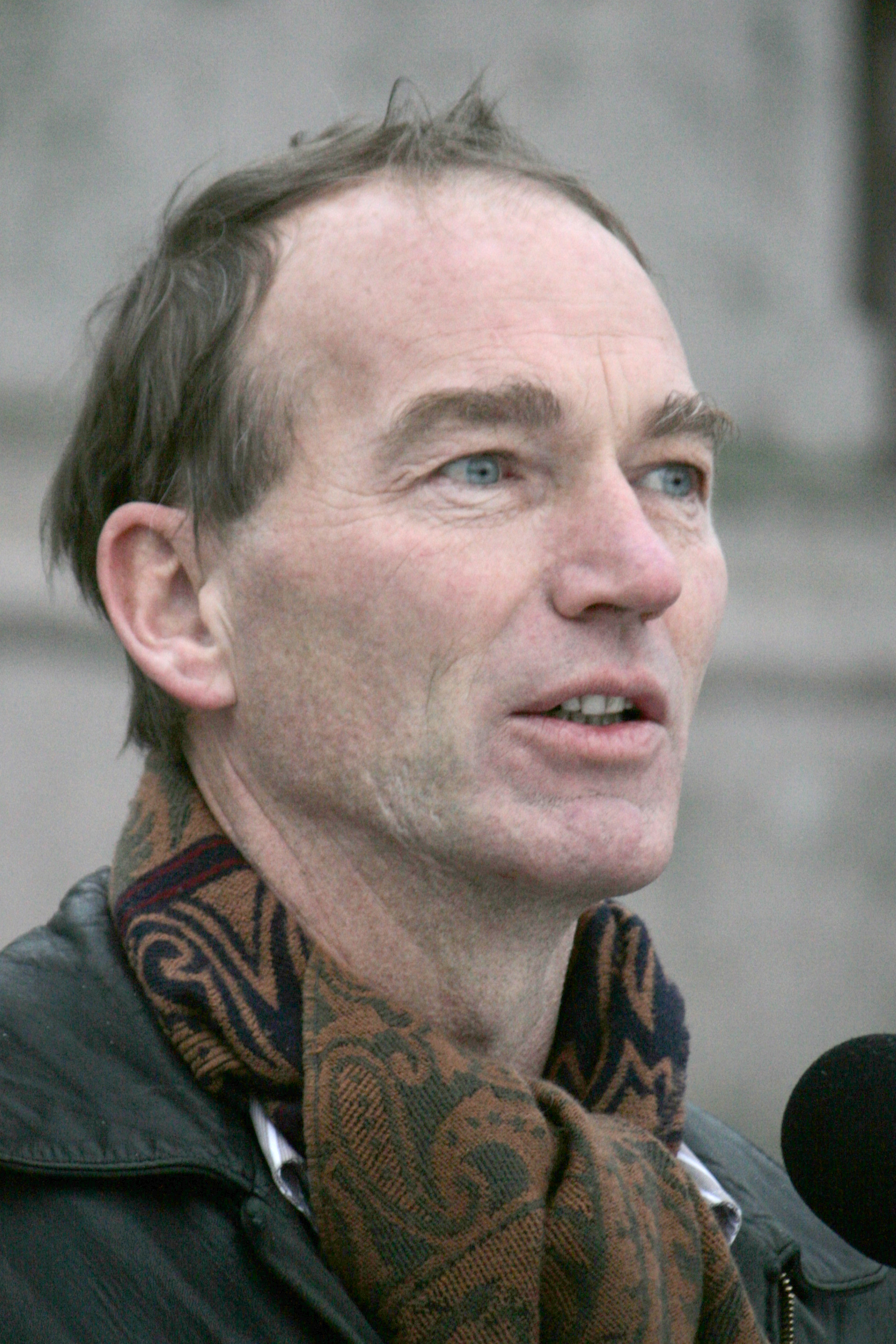
Thomas Hylland Eriksen (2011)

Thomas Hylland Eriksen (1962) là giáo sư nhân học (anthropology) tại Đại học Oslo, thành danh từ các nghiên cứu tộc người ở Trinidad và Mauritius, được phong giáo sư từ năm 33 tuổi, bảo vệ luận án tiến sĩ chính trị học năm 29 tuổi. Ông cũng là chuyên gia các vấn đề xã hội nổi tiếng trên truyền thông Na Uy và các nước Bắc Âu. Trong lãnh vực dân tộc học, tên tuổi của Eriksen được công nhận qua lời mời đọc bài giảng của Trường kinh tế Luân Đôn năm 2006 trong chuỗi bài giảng thường niên (Gellner lecture), qui tụ nhiều tên tuổi lớn trong ngành xã hội học như Liah Greenfeld.
Một trong những lãnh vực được Eriksen tập trung nghiên cứu gần đây là hệ tư tưởng dân tộc trong cộng đồng mạng. Phương tiện liên lạc mới tưởng chừng như sẽ xóa nhòa ranh giới giữa các quốc gia và làm yếu bản sắc dân tộc nhưng kết quả khảo sát lại cho thấy Internet giúp tăng cảm nhận và ý thức về bản sắc dân tộc. Theo đó trên mạng có 6 nhóm biểu hiện bản sắc dân tộc chính. Thứ nhất là cư dân ở nước ngoài qua liên kết mạng gia tăng thêm mối liên kết dân tộc, ví dụ như ngoại kiều Chile trở thành tỉnh thứ 14 (el exterior, el reencuentro), được trang mạng chính phủ chính thức thêm vào 13 tỉnh có sẵn trong hệ thống hành chính. Thứ hai là trường hợp của những người Afrikaner, tức dân da trắng ở Nam Phi, dùng Internet để làm phương tiện để thay thế một quốc gia mà họ đã mất về tay những người lãnh đạo gia đen ở ngoài đời. Trường hợp thứ ba là của những người muốn đòi các bên công nhận một quốc gia độc lập cho mình, như Kurdistan. Trường hợp thứ tư là dân nhập cư sử dụng phương tiện liên lạc trên mạng để tập hợp và giúp nhau tạo lập một cuộc sống mới hội nhập với nước bản địa, ví dụ như người Hồi giáo ở Hà Lan. Thứ năm là hệ thống trang mạng được sử dụng để chống lại chính phủ như nghiên cứu về những người Lào di tản đã chỉ ra. Trường hợp thứ sáu khá đặc biệt, đó là tính cá biệt của các cộng đồng cư dân gốc Hoa ở các nước trên thế giới, liên kết với nhau nhưng lại có rất ít quan hệ với Trung Quốc ngày nay.